# Arise
Arise je četvrti studijski album brazilskog metal sastava Sepultura, objavljen 2. travnja 1991. Dobio je mnoge pozitivne kritike te ga obožavatelji smatraju jednim od najboljih Sepulturinih albuma. Singlovi koji su objavljeni s albuma su "Arise", "Dead Embryonic Cells" i "Under Siege (Regnum Irae)".
Iako se, kao i prethodni album Beneath the Remains, može svrstati pod žanr death i thrash metala, primjetno je eksperimentiranje s industrialom, hardcore punkom i latinoameričkim udaraljkama.
Na turneji u sklopu promocije albuma, koja je trajala od 1990. do 1992. godine, nastupili su na 220 koncerata u 39 država. Do kraja turneje, album je dostigao platinastu nakladu diljem svijeta. 

## Popis pjesama
1. "Arise" - 3:18
2. "Dead Embryonic Cells" - 4:52
3. "Desperate Cry" - 6:40
4. "Murder" - 3:26
5. "Subtraction" - 4:46
6. "Altered State" - 6:34
7. "Under Siege (Regnum Irae)" - 4:53
8. "Meaningless Movements" - 4:40
9. "Infected Voice" - 3:18
10. "Orgasmatron" - 4:15
11. "Intro" - 1:32
12. "C.I.U. (Criminals in Uniform)" - 4:17
13. "Desperate Cry (Scott Burns Mix)" - 6:43

## Osoblje
- Max Cavalera — vokal, ritam gitara
- Andreas Kisser — gitara
- Igor Cavalera — bubnjevi
- Paulo Jr. — bas-gitara